# 蕭寬
蕭寬（？—？），字雅容，江西承宣布政使司吉安府吉水（今江西吉水縣）人，明朝政治人物、進士出身。

## 生平
永樂二年，登進士，后選為翰林院庶吉士，編撰樂大典。，擢兵部主事，陞吏部文選員外郎。